# Барон Олексій Володимирович
Олексій Володимирович Барон (рос. Алексей Владимирович Барон, 24 лютого 1954, Бакали, КазРСР) — російський письменник-фантаст та вчений-біохімік.

## Біографія
Олексій Барон народився у Казахстані в аулі Бакали. Після закінчення середньої школи він навчався в Красноярському медичному інституті, який закінчив у 1977 році. Після закінчення вишу Барон вступив до аспірантури на кафедрі біохімії, після чого захистив кандидатську дисертацію в 1985 році. До 1989 року він працював асистентом кафедри біохімії Красноярського медичного інституту, а в 1989—1992 роках керував біохімічною групою НДІ медичних проблем Півночі АМН СРСР (пізніше Росії). У 1992—1994 роках Олексій Барон працював завідувачем лабораторії Красноярського ендокринологічного центру, а з 1994 року працював завідувачем клініко-діагностичної лабораторії медичної служби ВАТ «Красноярський алюмінієвий завод». Одночасно Олексій Барон з 1989 року працює в Красноярському державному університеті, а після реорганізації університету працює доцентом Інституту фундаментальної біології та біотехнології Сибірського федерального університету.

## Літературна творчість
Згідно з інтерв'ю Олексія Барона, він розпочав займатися літературною творчістю ще у дванадцятирічному віці. Першим опублікованим літературним твором стало оповідання «Мурашині казки», опубліковане в красноярській періодиці в 1989 році. Також вже під час проживання в Красноярську Барон розпочав писати фантастичні твори, і зі слів самого письменника, з першими публікаціями йому дуже допоміг красноярський письменник та лікар Андрій Лазарчук. У 1998 році в Красноярську надрукована перша повість автора «Ті, хто старші нас», яка пізніше перероблена письменником в роман. У 2000 році вийшов друком хронологічно перший роман із однойменної серії творів «Епсилон Ерідана», у якому розповідається про зникнення великої кількості людей із земної колонії на планеті системи Епсилон Ерідана. Подальша доля цих людей описується в наступних романах серії — «Ті, хто старші нас», який вийшов друком у вигляді роману у 2001 році, «Люди і ящери», який вийшов друком у 2003 році, та «Ескадра його високості», який вийшов друком в 2008 році. у 2012 році вийшов друком роман письменника «Третє пришестя», який не входить до серії про Епсилон Ерідана. У романі йдеться про дві одночасні та взаємопов'язані події — наближення до Землі велетенського метеорита, та першої висадки на Марс космічної експедиції, яка знаходить на планеті сліди стародавньої цивілізації, яка щезла близько мільйона років тому.

### Романи
- 2000 — Эпсилон Эридана
- 2001 — Те, кто старше нас
- 2003 — Люди и ящеры
- 2008 — Эскадра его высочества
- 2012 — Третье пришествие

### Оповідання
- 1989 — Муравьиные сказки
- 1990 — Жили-были
- 1993 — Две феи